# 斯托克港足球俱乐部

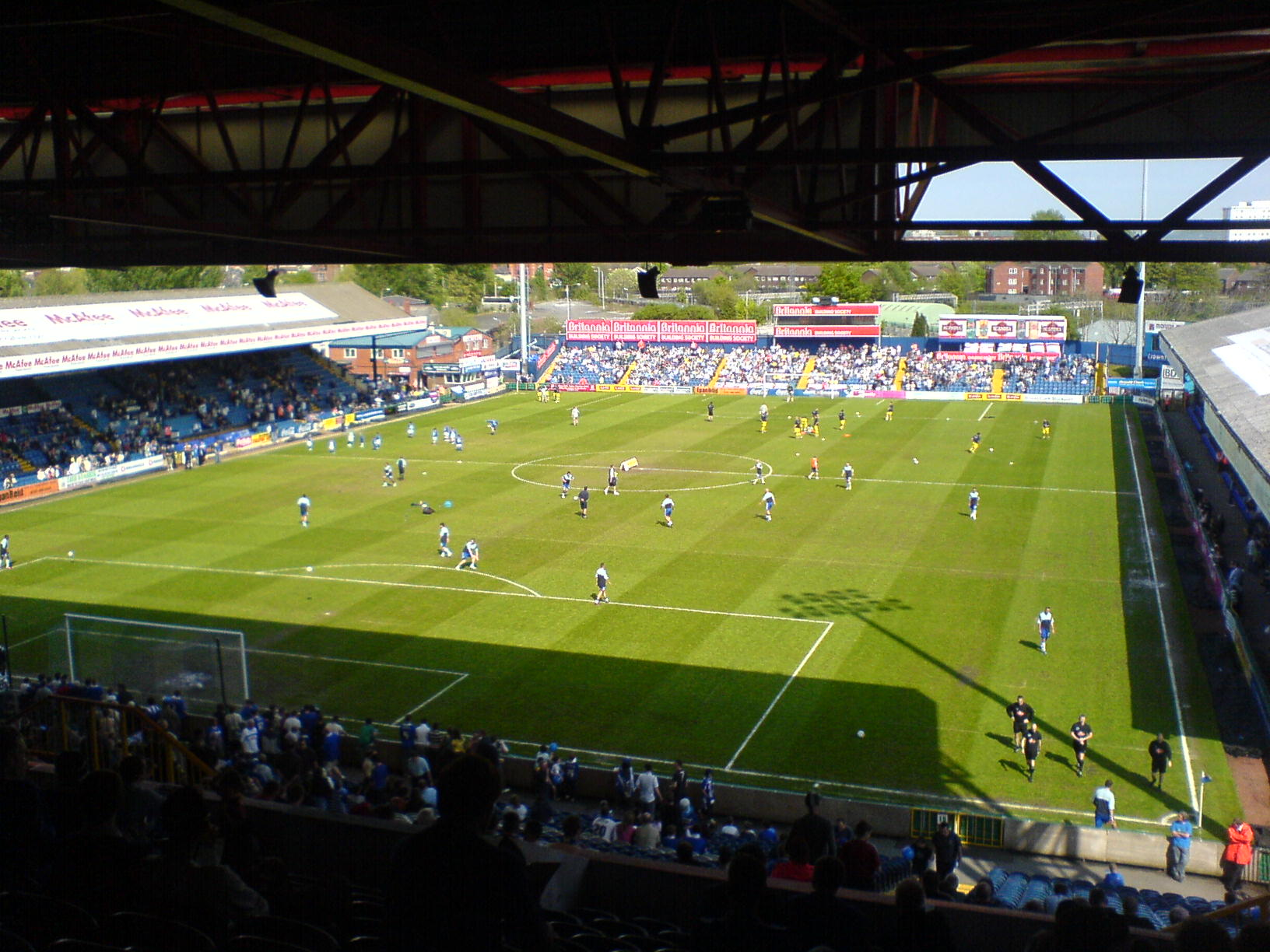
艾治尼公園球場

斯托克港足球俱乐部（英語：Stockport County Football Club）是位於英格蘭西北部大曼徹斯特斯托克港的足球俱乐部，斯托克港以「艾治尼公園球場」（Edgeley Park）作為主場球場，由於自十七世紀開始斯托克港已是製帽業中心，故此球隊綽號「The Hatters」，而球隊支持者通常只簡單稱之為「County」。2007-08年球季通過附加賽由英乙升級到英甲，惟因財困於2009/10球季後降回英格蘭乙級聯賽作賽，翌季更連續第二年降班到英格蘭足球議會全國聯賽作賽。2023/24在英格蘭足球聯賽系統第四級的英格蘭足球乙级聯賽參賽獲冠軍，來季升級英甲联赛。
史托港成立於1883年，初時稱為「希顿·诺里斯流浪者足球俱乐部」（Heaton Norris Rovers F.C.），稍後與一支名字近似的球隊「希顿·诺里斯足球俱乐部」（Heaton Norris F.C.）合併，於1890年5月24日正式更名「斯托克港足球俱乐部」以反映斯托克港成為郡級市。史托港在1900年加入足球聯盟，期間只曾於1904/05年球季因不獲重選而在「中部聯賽」（Midland League）作賽一季外，史托港一直保持足球聯盟的席位。雖然大部分時間在較低級別作賽，史托港在1990年代有過短暫的振興期，在當時的甲組聯賽《第二級》停留了5個球季。場內場外的不穩定迅即導致史托港在聯賽的級別下滑，在2005/06年更排在榜末第三位，倖免於降級到足球協會聯賽。

## 大事紀年
| 年 份   | 事 項 |
| ------- | --- |
| 1891-92 | 參加混合聯賽（The Combination）                                                                                          |
| 1894-95 | 參加蘭開郡聯賽（Lancashire League）                                                                                      |
| 1899-00 | 蘭開郡聯賽冠軍 |
| 1900    | 獲選加入足球聯盟乙組聯賽                                                                                                 |
| 1904    | 乙組聯賽排第十六位，不獲重選入足球聯盟                                                                                   |
| 1904-05 | 參加中部聯賽（Midland League）                                                                                           |
| 1905    | 獲選再次加入足球聯盟乙組聯賽                                                                                             |
| 1921    | 乙組聯賽排第廿二位，降級新組成的北區丙組聯賽成為創始成員                                                                 |
| 1921-22 | 北區丙組聯賽冠軍，升級乙組                                                                                               |
| 1925-26 | 乙組聯賽排第廿二位，降級北區丙組                                                                                         |
| 1928-29 | 北區丙組聯賽亞軍 |
| 1929-30 | 北區丙組聯賽亞軍 |
| 1936-37 | 北區丙組聯賽冠軍，升級乙組                                                                                               |
| 1938    | 乙組聯賽排第廿二位，降級北區丙組                                                                                         |
| 1958-59 | 聯賽重組後被置於丙組聯賽                                                                                                 |
| 1959    | 丙組聯賽排第廿一位，降級丁組                                                                                             |
| 1966-67 | 丁組聯賽冠軍，升級丙組                                                                                                   |
| 1970    | 丙組聯賽排第廿四位，降級丁組                                                                                             |
| 1989-90 | 丁組聯賽排第四位，附加賽第一輪兩回合累計0-6負於                                                                          |
| 1990-91 | 丁組聯賽亞軍，升級丙組                                                                                                   |
| 1991-92 | 決賽0-1負於，聯賽錦標亞軍。丙組聯賽排第五位，附加賽第一輪兩回合累計2-1擊敗，溫布萊決賽1-2負於                            |
| 1992-93 | 超聯成立，丙組改組為乙組《第三級》。決賽1-2負於，聯賽錦標亞軍。乙組《第三級》聯賽排第六位，附加賽第一輪兩回合累計1-2負於 |
| 1993-94 | 乙組《第三級》聯賽排第四位，附加賽第一輪兩回合累計1-0擊敗約克城，溫布萊決賽1-2負於                                       |
| 1996-97 | 聯賽杯晉身四強。乙組《第三級》聯賽亞軍，升級甲組《第二級》                                                               |
| 2002    | 甲組《第二級》聯賽排第廿四位，降級乙組《第三級》                                                                         |
| 2004-05 | 乙組《第三級》聯賽更名「英甲聯賽」                                                                                       |
| 2005    | 英甲聯賽排第廿四位，降級英乙聯賽                                                                                         |
| 2007-08 | 英乙聯賽排第四位，附加賽第一輪兩回合累計2-1擊敗，溫布萊決賽3-2擊敗罗奇代尔，升級英甲聯賽                                 |
| 2008-09 | 進行債務重組而被扣減10分，最終比降級區域多1分是成功保級                                                                  |
| 2009-10 | 英甲聯賽排第廿四位，降班英乙聯賽                                                                                         |
| 2010-11 | 英乙聯賽排第廿四位，降班議會全國聯賽《V》                                                                                |
| 2012-13 | 全國聯賽排第廿一位，降班議會全國聯賽北《VI》                                                                             |
| 2018-19 | 全國聯賽北冠軍，升級議會全國聯賽《V》                                                                                    |
| 2021-22 | 全國聯賽冠軍，时隔11年后再度升級英乙联赛                                                                                 |
| 2023-24 | 英乙联赛冠軍，升級英甲联赛                                                                                               |

## 隊色與隊徽
史托港傳統上穿著藍白球衣，但在歷史中不同時期曾穿著不同的顏色球衣，原先穿著藍白直間球衣白褲，於1900年代早期曾嘗試穿著紅白直間球衣，而由1930年代中到1960年代中穿著白衫黑褲。
雖然採用藍白作為主色，但史托港的球衣並沒有特定的圖案，在穿著白色球衣的期間，曾採用藍粗條及藍褲；藍衫白幼間及白褲；更曾在1978年世界盃後試驗採用阿根廷國家隊式的淺藍白間球衣黑褲，但在發生後放棄；在1980年代再次採用藍白直間球衣藍褲。現時的球衣由迪亞多納（Diadora）生產，是藍衫在胸口有一條粗白橫間藍褲白襪，作客球衣為同款反轉顏色，白衫在胸口有一條粗藍橫間白褲藍襪。
史托港的會徽基於斯托克港區（Metropolitan Borough of Stockport）的徽章，於2006年曾作修改，包括拉丁语格言「具有勇氣與信念」（Animo et Fide），藍色的盾牌取自球隊命名的「達·史托港家族」（De Stokeport Family），盾牌之上是建於1775年的「史托港古堡」（Stockport Castle）雙塔。

1994-2006年
2006-2010年

## 榮譽
- 乙組《III》聯賽

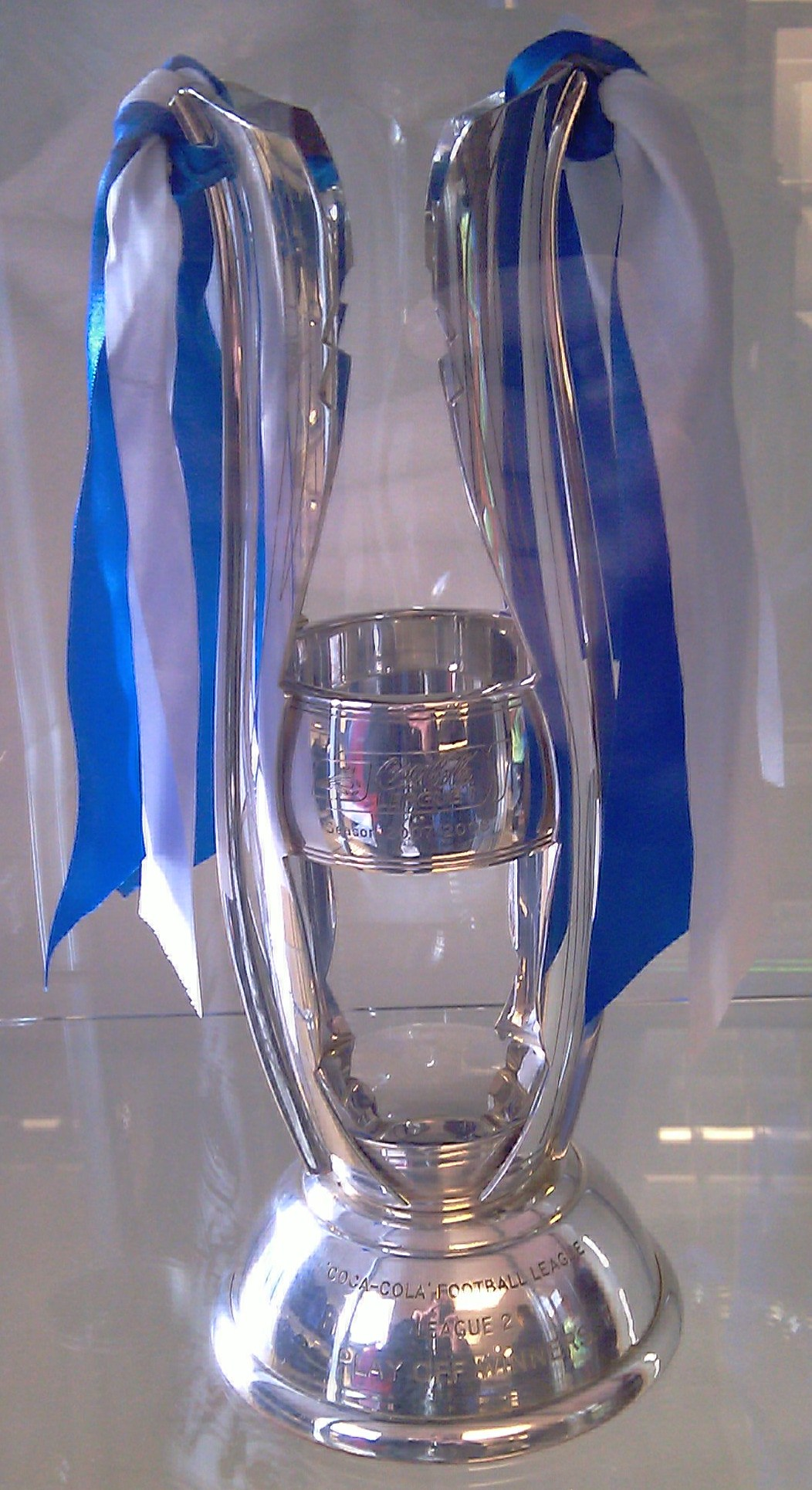
英乙附加賽獎盃

 冠軍（1）：2023-24年；
 亞軍（1）：1996-97年；
- 丙組北區《III》聯賽

 冠軍（1）：1921-22年、1936-37年；
 亞軍（2）：1928-29年、1929-30年；
- 丁組《IV》聯賽

 冠軍（1）：1966-67年；
 亞軍（1）：1990-91年；
- 英格蘭乙級聯賽附加賽

 冠軍（1）：2007-08年；
- 英格蘭足球全國聯賽北

 冠軍（1）：2018-19年；
- 聯賽錦標

 亞軍（1）：1991-92年、1992-93年；
- 丙組北區挑戰盃（Division Three (North) Challenge Cup）

 冠軍（1）：1936-37年；
 亞軍（1）：1937-38年；
- 蘭開郡聯賽（Lancashire League）

 冠軍（1）：1899-00年；

## 著名球員
- 哈利·哈迪（Harry Hardy）：史托港首位及至今唯一一位英格蘭國腳
- （Luke Beckett）
- 凯文·库珀（英语：Kevin Cooper (footballer)）（Kevin Cooper）
- （Chris Marsden）
- 阿瑟·沃尔顿（Arthur Wharton）：歷史上首名黑人足球員
- （Shefki Kuqi）
- （George Best）
- （Paul Jones）

## 外部連結
- 史托港官方網站 （页面存档备份，存于）（英文）